# Lew Karpow
Lew Jakowlewicz Karpow (ros. Лев Яковлевич Карпов, ur. 30 kwietnia 1879 w Kijowie, zm. 6 stycznia 1921 w Moskwie) – rosyjski chemik i rewolucjonista, organizator przemysłu chemicznego.

## Życiorys
W 1898 wstąpił do SDPRR, w 1903 został przewodniczącym Wschodniego Biura KC SDPRR, a w 1904 Południowego Biura KC SDPRR, od lipca 1904 do 22 lutego 1905 był członkiem KC SDPRR. 22 lutego 1905 został aresztowany, od sierpnia 1906 do maja 1907 był sekretarzem Moskiewskiego Komitetu SDPRR, w 1910 ukończył moskiewską wyższą szkołę techniczną, w 1915 został dyrektorem zakładu chemicznego w Bondiudze. Od lutego 1918 kierował Wydziałem Przemysłu Chemicznego Najwyższej Rady Gospodarki Narodowej RFSRR i członkiem Prezydium tej rady, w 1918 założył Centralne Laboratorium Chemiczne przy WCIK. Został pochowany na Cmentarzu na Placu Czerwonym.